# Ordre des femmes franc-maçons
L'Ordre des femmes franc-maçons (Order of Women freemasons ) est une obédience maçonnique britannique, exclusivement féminine. Plus importante obédience maçonnique féminine du Royaume-Uni, elle est fondée sous une forme mixte en 1908 sous le nom d'« Honorable fraternité de l'ancienne maçonnerie » (« Honourable Fraternity of Antient Masonry » HFAM). Elle naît de la volonté d'un groupe de femmes et d'hommes francs-maçons désireux de pratiquer une franc-maçonnerie anglaise traditionnelle. Elle prend son nom actuel en 1958.

## Histoire
Créée en 1908 sous une forme mixte par un groupe de franc-maçons femmes et hommes issue de la loge mixte le Droit humain, implanté en Angleterre en 1902 et dirigée alors par Annie Besant. L'obédience porte tout d'abord le nom d'« Honorable fraternité de l'ancienne maçonnerie » (« Honourable Fraternity of Antient Masonry »), cette sécession est souhaitée et mise en œuvre pour revenir à une pratique maçonnique anglaise traditionnelle et en réaction tant à la gouvernance de l'obédience, qu'à l'empreinte théosophique donnée au rituel maçonnique par cette dernière. 
Le premier grand maître de cette nouvelle obédience maçonnique est un homme Walter F Cobb, recteur de l’église de St Ethelburga’s dans la ville de Londres. Les loges « Golden Rule. N°1 », « Emulation. N°2 », « Lodge of Unity N°3 » sont les trois premières loges qui fondent l'obédience.
En 1912 l'obédience compte six loges et son second grand maître est une femme. En 1920 l'obédience décide de restreindre l'admission de ces membres aux femmes uniquement, tout en continuant de permettre aux hommes d'assister aux tenues maçonniques en tant que visiteur. En 1935 l'organigramme de la direction de l'obédience apparait comme uniquement féminin. Pour éviter la confusion avec une autre obédience féminine créée en 1913 sous le nom d'« Honorable fraternité des anciens franc-maçon »  (« The Honourable Fraternity of Ancient Freemasons » HFAF), le nom d'« Ordre des femmes franc-maçons » (« Order of Women Freemasons ») est rajouté au nom originel. Ce dernier nom devient en 1958, le nom officiel de l'obédience.

## Grand maître de l'obédience
L’obédience n'a eu qu'un seul homme comme grand maitre, lors de sa fondation.
1. William Frederick Cobb 1908 – 1912
2. Marion Lindsay Halsey  1912 – 1927
3. Adelaide Daisy Litten 1928 – 1938
4. Lucy Bertram O’Hea 1938 – 1948
5. Mary Gordon Muirhead Hope 1948 – 1964
6. Mildred Rhoda Low 1964 – 1976
7. Frances Hall 1976 – 1989
8. Brenda Irene Fleming-Taylor 1989 - 2010
9. Zuzanka Daniella Penn 2010 -

## Patrimoine et siège de l’ordre
L'ordre a son siège au 27 Pembridge Gardens dans le quartier de Notting Hill. Le grand bâtiment classé au patrimoine anglais et construit au milieu du XIXe siècle dans le style néo-grec typique de l'ouest de Londres est un don fait par un membre de l’ordre en 1924. Le bâtiment abrite deux temples dédiés aux pratiques des loges maçonniques. L'ordre est également propriétaire de deux autres résidences pour ses membres, Porchway House à Worthing et Northolme à Lytham St Annes.